# Хайнрих II фон Плауен (бургграф на Майсен)
Хайнрих II фон Плауен (на немски: Heinrich II von Plauen); * 1417; † пр. 3 юни 1484) е бургграф на Майсен от 1446/1447 до 1482 г.

## Биография
Той произлиза от фамилията на Фогтите на Плауен в Саксония, която от 13 век носи името Ройс (= Руснак). Той е син на Хайнрих X фон Плауен († 1446/1447), като Хайнрих I от 1426 г. бургграф на Майсен, и първата му съпруга Маргарета фон Даме.
От 1446/1447 г. Хайнрих II е бургграф на Майсен. През 1466 г. е изгонен от фогта Плауен и Фойгтсберг, понеже е в кофликт със саксонския курфюрст и с бохемския крал. Земите му получава саксонският курфюрст Ернст.
Неговият син Хайнрих III († 1519) се отказва от правата си през 1482 г. в полза на Ветините, получава обаче правото да има за себе си и наследниците си титлата „бургграф на Майсен“, което означава един глас в имперското събрание. Това му е признато с документ през 1490 г. от император Фридрих II.

## Фамилия
Първи брак: между 8 ноември 1456 и 22 юни 1461 г. с принцеса Анна (Агнес) фон Анхалт-Цербст (* ок. 1435; † 8 април 1492), дъщеря на княз Георг I фон Анхалт-Цербст и втората му съпруга Еуфемия (Офка) от Оелс. Те се развеждат преди 1467 г.
Втори брак: с Анна фон Бюнау († сл. 1480), дъщеря на Хайнрих фон Бюнау († ок. 1440) и Барбара фон Пустер. С нея има децата:
- Хайнрих III (1482 – 1519), бургграф на Майсен, фогт на Долна Лужица, женен 1: на 18 февруари 1478 за графиня Мехтилд фон Шварцбург-Лойтенберг († 1492); 2: на 19 септември 1503 г. във Валдмюнден за принцеса Барбара фон Анхалт-Кьотен (1487 – 1532/33)
- Доротея († сл. 1529), омъжена 1496 г. за граф Александер фон Лайзниг († 13 януари 1528), внук на бургграф Хуго фон Лайзниг (1465 – 1538) и син на бургграф и граф Георг II фон Лайзниг († 1474/1476) и Йохана фон Колдиц († 1513)
- Мария, омъжена за Николаус III фон Лобковиц
- Катарина († 1520), омъжена за Ярослав IV фон Шеленберг († 1556)
- Евфросина, омъжена за Фридрих фон Здиар († 1536)